# Perriertoppen
Der Perriertoppen ist mit 1712 Metern der zweithöchste Berg des Svalbard-Archipels im Arktischen Ozean.

## Geschichte

### Entstehung des Namens
Der Perriertoppen wurde 1946 von einer französischen Expedition nach dem im gleichen Jahr verstorbenen französischen Geodäten und General Georges Perrier (1872–1946) benannt.

### Erstbesteigung
Der Perriertoppen wurde zum ersten Mal 1950 im Rahmen einer französischen Expedition bestiegen.

## Lage und Umgebung
Der Perriertoppen liegt nördlich des Tryggvebreen-Gletschers in der Berggruppe Atomfjella, dem alpinsten Berggebiet Spitzbergens. Dieses befindet sich im Südwesten des Gebiets Ny-Friesland im Nordosten der Hauptinsel Spitzbergen.
Der höchste Berg des Archipels, der Newtontoppen, liegt ungefähr 22 Kilometer südöstlich des Perriertoppens und überragt ihn nur um einen Meter.

## Routen zum Gipfel
Der Perriertoppen liegt fernab jeglicher Siedlungen im arktischen und gebirgigen Gelände der Insel. Ihn zu erreichen hat Expeditionscharakter. Östlich des Perriertoppens ist auf 1200 Meter ein Gebirgspass vorgelagert, der als Ausgangspunkt für die Besteigung dienen kann. Die Ostflanke des Bergs ist steil, so dass der Aufstieg mit Ausrüstung wie Steigeisen, Eispickel und Seilsicherung begangen werden muss.
Am 20. April 2007 gelang Robert Jasper und Markus Stofer die Erstbegehung der Südwand des Perriertoppens. Der Aufstieg ist eine Mixed-Kletterroute und erfolgte im Alpinstil. Die Bergsteiger benannten die Route Ich möchte kein Eisbär sein und bewerteten sie mit dem Schwierigkeitsgrad M7.